# 空港振興・環境整備支援機構
一般財団法人空港振興・環境整備支援機構（くうこうしんこう・かんきょうせいびきこう）は、空港周辺の環境対策･調査、国が管理する18箇所の空港の駐車場を運営している団体。以前は国土交通省所管の財団法人であったが、公益法人制度改革に伴い一般財団法人へ移行した。

## 概要
空港周辺の環境対策･調査などの他、国が管理する18箇所の空港の駐車場を独占的に運営している。
2010年に政府の行政刷新会議における事業仕分けでは、協会の環境対策･駐車場事業の「廃止」判定を受け、当時の前原誠司国土交通大臣は協会を航空機の騒音や排ガスなどの研究事業に特化させ、規模の縮小を表明した。

## 所在地
- 本部 - 東京都港区芝公園一丁目3番1号　留園ビル5階
- 航空環境研究センター - 東京都港区芝公園一丁目3番1号　留園ビル5階
- 地方事務所
  - 釧路事務所 - 北海道釧路市鶴丘2番地　釧路空港内
  - 函館事務所 - 北海道函館市高松町511番地　函館空港内
  - 東京事務所 - 東京都大田区羽田空港三丁目3番5号　東京国際空港内
  - 新潟事務所 - 新潟県新潟市東区松浜町3710番地　新潟空港内
  - 小松事務所 - 石川県小松市浮柳町ヨ50番地先　小松空港内
  - 広島事務所 - 広島県三原市本郷町善入寺字平岩64番地の3　広島空港内
  - 徳島事務所 - 徳島県板野郡松茂町豊久字朝日野16番地2　徳島空港内
  - 松山事務所 - 愛媛県松山市南吉田町2731番地先官有地　松山空港内
  - 高知事務所 - 高知県南国市物部　高知龍馬空港内
  - 長崎事務所 - 長崎県大村市箕島町593番地2　長崎空港内
  - 大分事務所 - 大分県国東市武蔵町糸原　大分空港内
  - 宮崎事務所 - 宮崎県宮崎市大字赤江字飛江田277番地1　宮崎空港内

## 歴史
- 1968年8月1日 - 財団法人航空公害防止協会を設立。
- 1993年4月1日 - 財団法人空港環境整備協会に改称。
- 2012年4月1日 - 一般財団法人空港環境整備協会に改組。
- 2018年
  - 6月27日 - 一般財団法人空港振興・環境整備支援機構に改称[2]。
  - 10月1日 - 一般財団法人航空振興財団を吸収合併。

## 事業
- 空港周辺の環境整備
- 空港環境の調査･研究
- 航空安全等への支援
- 空港駐車場の運営